# Plexippus kondarensis
Plexippus kondarensis là một loài nhện trong họ Salticidae.
Loài này thuộc chi Plexippus. Plexippus kondarensis được Charitonov miêu tả năm 1951.